# Justine Dufour-Lapointe
Justine Dufour-Lapointe, född den 25 mars 1994 i Montreal, Québec, är en kanadensisk utförsåkare. Syster till Chloé Dufour-Lapointe och Maxime Dufour-Lapointe.
Hon tog OS-guld i damernas puckelpist i samband med de olympiska utförstävlingarna 2014 i Sotji.